# هیفرد (دهانه)
هیفرد یک دهانه برخوردی در ماه‌ است.

## دهانه‌های اقماری
این دهانه ۶ دهانه اقماری دارد.
| Hayford | عرض جغرافیایی | طول جغرافیایی | قطر          |
| ------- | ------------- | ------------- | ------------ |
| E       | ۱۳.۵° N       | ۱۷۲.۱° W      | ۲۱.۰ کیلومتر |
| K       | ۹.۶° N        | ۱۷۴.۲° W      | ۲۶.۰ کیلومتر |
| L       | ۸.۲° N        | ۱۷۵.۹° W      | ۱۶.۰ کیلومتر |
| P       | ۱۱.۱° N       | ۱۷۷.۶° W      | ۲۱.۰ کیلومتر |
| U       | ۱۴.۰° N       | ۱۷۹.۹° E      | ۲۱.۰ کیلومتر |
| T       | ۱۳.۳° N       | ۱۷۹.۵° E      | ۳۱.۰ کیلومتر |